# تاینا: مبدأ
تاینا: مبدأ (پرتغالی: Tainá - A Origem) یک فیلم برزیلی محصول سال ۲۰۱۳ به کارگردانی روزان سوارتمن است. این فیلم دنباله تاینا ۲: ماجراجویی ادامه دارد و سومین فیلم از فرنچایز تاینا است.
سریال کارتونی بر اساس این فیلم با نام تاینا و نگهبانان آمازون در سال ۲۰۱۸ ساخته و اکران شد.

## بازیگران
- ویرانو تمبه در نقش تاینا
- بئاتریز نوسکوسکی در نقش لورینیا
- ایگور آزی در نقش گوبی
- گراسیندو جونیور در نقش پدر بزرگ تیگی
- نونو لیال مایا در نقش پدر بزرگ تئودورو
- مایارا بنتس در نقش مایا
- گیلرمه برنگر در نقش ویتور
- لیلا زید در نقش لونا
- لئون گوئس در نقش بو
- فیدلیس باروس در نقش کاسیک